# ハットトリックヒーロー'95
『ハットトリックヒーロー'95』(Hat Trick Hero'95) は、1994年にタイトーから発売されたアーケード用サッカーゲームである。日本国外版のタイトルは『Taito Power Goal』や『Taito Cup Finals』。

## 操作方法
8方向レバー、2ボタン（A、B）を操作して、ゴールに入れる。
- 8方向レバー＝選手移動
  - マークのついたフィールドプレイヤー1人のみ。キーパーは自動的に移動する。
- Aボタン＝シュート（ボール所持時）、スライディング（ボール非所持時）、キック（キーパーキャッチ後）
  - スローイン、ゴールキックもAボタンに対応している。
  - フリーキック、コーナーキック、ペナルティキックはAボタンとBボタンに両対応。ボタンによって、蹴ったボールの弾道が変化する。
- Bボタン＝パス（ボール所持時）、ラフプレイ（ボール非所持時）、ハンドスロー（キーパーキャッチ後）
  - ラフプレイは審判の前で行うとファウル（イエローカード）となる。2回ファウルを取られると、レッドカードを出され退場となる。今作から、跳び蹴り（走っている間に敵にめがけてBボタンを押す）が可能[4]。

## エースタイプと出場国
エースタイプは以下の8タイプから選択可能。尚、当該選手を選ぶ事によって、自分が選択したチームのパラメータが上昇する。
- ハプニングアップ，ポピュラータイプ，バイタリティアップ，スピードアップ，オフェンスアップ，ディフェンスアップ，テクニックアップ，キープ力アップ

また出場国は以下の42カ国（ハットトリックヒーローシリーズ中最多）である。今作は実在の国については全て選択可能であり、6回戦の総当たり戦である（後半になるにつれて強豪国と当たるようになっている）。対戦国はランダムに決定される。対戦国の分類は、国選択画面に基づく。尚、今作から、アディショナルタイム（ゲーム中ではINJURY TIMEと表記）が導入された。
- ヨーロッパA:  イタリア,  オランダ， スペイン,  スイス， ノルウェー， アイルランド， ポルトガル,  スコットランド， イングランド,  ポーランド， フィンランド
- ヨーロッパB:  ドイツ,  ルーマニア， ベルギー,  ギリシャ， ロシア， スウェーデン,  ブルガリア， ウェールズ,  フランス,  デンマーク,  オーストリア
- 南アメリカ:  ブラジル,  アルゼンチン,  コロンビア,  ボリビア,  ウルグアイ,  パラグアイ,  チリ， エクアドル
- アジア:  日本,  サウジアラビア， 韓国， イラク
- 北中米:  アメリカ合衆国,  メキシコ,  カナダ
- アフリカ:  カメルーン,  ナイジェリア,  モロッコ,  コートジボワール
- オセアニア:  オーストラリア[5]

また6回戦を全て勝ち抜くと、エキストラステージ（7回戦）としてMAXチーム（黒地に赤い熊が描かれた旗。ユニフォームは上下とも黒。チームパラメータは実在の国より最強に設定されている。）との対戦となる。引き分けの場合はPK戦になる（筐体によっては、負けと同じ設定の物もある）。負けるかPK戦で引き分け・負けの場合はゲームオーバー（ゲームオーバーの前に20カウント以内にコンティニューが可能）。全ての国とMAXチームに勝つとエンディングとなり、スタッフロールが流れる。ゲームオーバーもしくはエンディング終了時に上位10位以内（ゴール順）に入ると、ネームエントリーが出来る。